# A Visit to the Seaside
A Visit to the Seaside från 1908 var den första framgångsrika spelfilmen i Kinemacolor. Filmen är 8 minuter lång och regisserad av George Albert Smith. Filmen visar människor i vardagliga scener.